# Loch ’ic Colla
Loch ’ic Colla ist einer der vielen Süßwasserseen auf der schottischen Hebrideninsel North Uist. 

## Beschreibung
Der See liegt auf einer Höhe von sechs Metern in einer unbesiedelten Region im Süden von North Uist zwischen den wesentlich größeren Seen Loch Caravat und Loch Obisary. Er hat eine sehr unregelmäßige Form, woraus sich bei einer Länge von maximal 1,37 Kilometern und einer Breite von höchstens 670 Metern ein Umfang von sieben Kilometern ergibt und bedeckt eine Fläche von 33 Hektar. Aus seiner maximalen Tiefe von 10,4 Metern und mittleren Tiefe von 3,3 Metern ergibt sich bei einer Seefläche von 1,37 Quadratkilometern ein Volumen von rund 1,1 Millionen Litern. Sein 121 Hektar umfassendes Einzugsgebiet ist nahezu vollständig als Sumpfland klassifiziert. 30 % des Seevolumens sind durch Grundwasser gespeist.
Loch ’ic Colla wird von keiner Straße erschlossen.